# Mallare
Mallare est une commune italienne d'environ 1 300 habitants située dans la province de Savone, dans la région Ligurie, dans le Nord-Ouest de l'Italie.

## Administration
| Période                                  | Période | Identité | Étiquette | Qualité |
| ---------------------------------------- | ------- | -------- | --------- | ------- |
|                                          |         |          |           |         |
| Les données manquantes sont à compléter. |         |          |           |         |

### Hameaux
Grenni, Eremita, Le Acque, Codevilla, Fucine, Montefreddo, Olano.

### Communes limitrophes
Altare, Bormida, Calice Ligure, Carcare, Orco Feglino, Pallare, Quiliano.